# Blumegg (Stühlingen)
Blumegg ist ein Stadtteil der baden-württembergischen Stadt Stühlingen im Landkreis Waldshut.

## Geografie
Blumegg liegt auf einer Anhöhe 667 m NHN über der Wutachschlucht.
Die Gemeinde Blumegg hatte eine Gemarkungsfläche von 6,77 km². Die aktuelle Fläche 6.579.694 m² oder 6,58 km².

## Geschichte
Aus der Römerzeit entdeckte man 1880 Mauerreste und eine Münze des Kaisers Domitian. Im 13. Jahrhundert entstand aus einer Seitenlinie der Herren von Blumberg die Herren und Ritter von Blumegg. Die Burg Blumegg wurde angeblich 1645 auf Befehl eines französischen Kommandanten La Valette endgültig verbrannt, dabei handelt es sich aber wahrscheinlich um eine Verwechslung mit der nahen Burg Blumberg. Wahrscheinlich war die Burg bereits vor dem Jahr 1577 zerstört, der genaue Zeitraum ist aber unklar.
Blumegg war namensgebend für das St. Blasische Amt Blumegg der Reichsherrschaft Bonndorf, dazu zählten die Dörfer Achdorf, Aselfingen, Dillendorf, Eschach, Ewattingen, Fützen, Grimmelshofen, Lausheim, Opferdingen und Überachen. 1820 zerstörte ein Feuer 25 Häuser. Joseph Victor von Scheffel war oft zu Gast in Blumegg und besang in seiner Dichtung Juniperus das Wutachtal und die Burg Blumegg.
Am 1. Januar 1973 wurde Blumegg in die Stadt Stühlingen eingegliedert.

## Verkehr
Blumegg hat über den Bahnhof Lausheim-Blumegg im Weiler Zugang zur Wutachtalbahn.